# Congrès provincial du Massachusetts

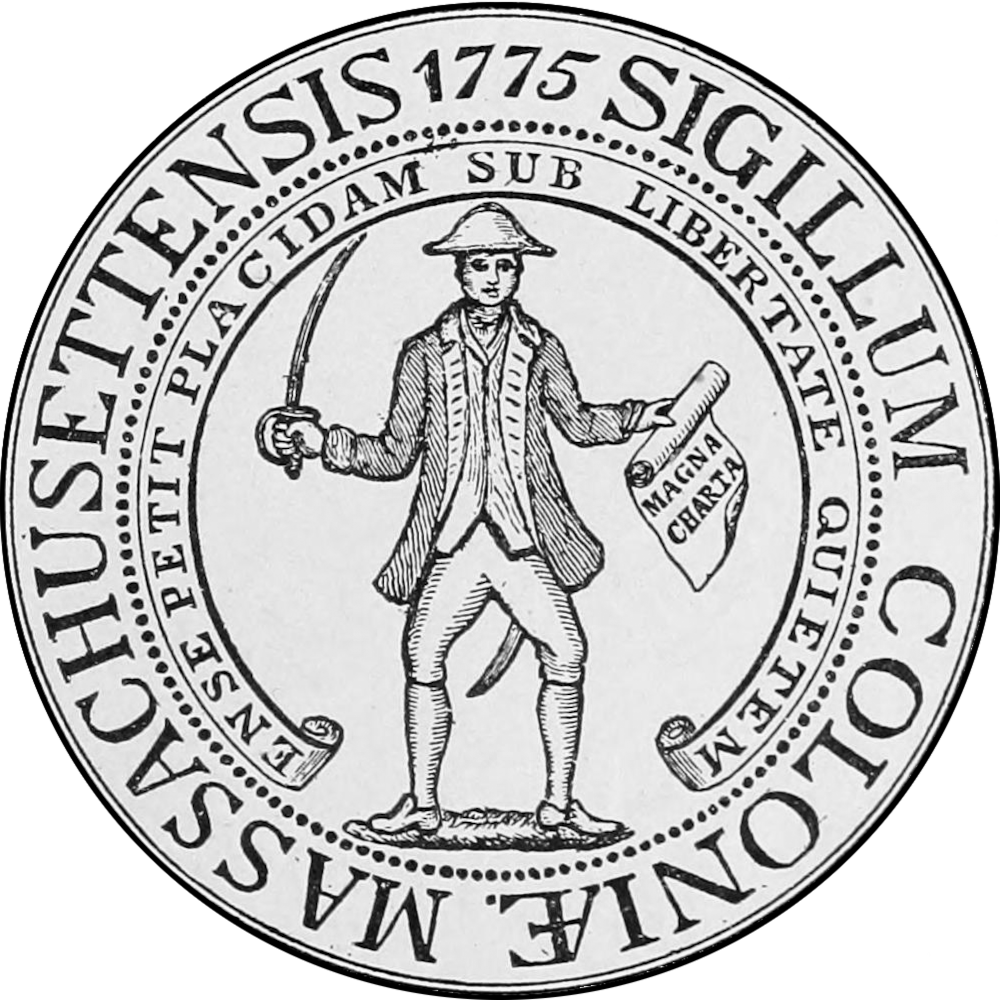
Sceau du Massachusetts de 1775 avec la devise d'Algernon Sidney

Le Congrès provincial du Massachusetts (en anglais Massachusetts Provincial Congress était, de 1774 à 1776, le gouvernement provisoire de la Province de la baie du Massachusetts. Il fut créé au début de la Révolution américaine.
Le 20 mai 1774, le Parlement de Grande-Bretagne vota l'acte de gouvernement du Massachusetts dans le but d'affirmer son autorité dans cette colonie trop agitée à son goût. En plus d'annuler la Charte de la Province du Massachusetts (en anglais provincial charter of Massachusetts), la loi prévoyait qu'à partir du 1er août, les membres du Conseil du gouverneur du Massachusetts (en anglais Massachusetts Governor's Council) ne seraient plus élus par la Chambre des représentants du Massachusetts, mais seraient nommés par le roi, selon son bon plaisir.
En octobre 1774, le gouverneur Thomas Gage annula la réunion de la Cour générale du Massachusetts à cause de la tourmente politique que déclencha la promulgation du Government Act. Les membres de la Chambre se réunirent malgré tout, afin de se mettre d'accord et de s'organiser en un Congrès provincial le 7 octobre 1774. Avec John Hancock comme président, ce corps hors-la-loi devint de facto le gouvernement du Massachusetts. Il assuma tous les pouvoirs gouvernementaux sur la province, la collecte d'impôts, l'achat de fournitures et la levée d'un corps de milice. Hancock envoya Paul Revere annoncer au Premier Congrès continental que le Massachusetts avait établi le premier gouvernement autonome des Treize Colonies.
Le Congrès dut fréquemment se déplacer de ville en ville afin d'éviter que ses membres ne soient capturés. Il fut remplacé lors de l'indépendance par le gouvernement du Commonwealth du Massachusetts.

## Sources
- John Gorham Palfrey et Francis Winthrop Palfrey, History of New England, Boston : Little, Brown, 1858-1890. (OCLC 1658888)
- Benson John Lossing, Harpers' popular cyclopaedia of United States history from the aboriginal period to 1876, New York, Harper, 1881. (OCLC 1446520)